# Roxxon
La Roxxon Energy Corporation, nota anche come Roxxon Oil Company o solo Roxxon, è una società immaginaria creata da Steve Englehart (testi) e Sal Buscema (disegni), pubblicata dalla Marvel Comics. La sua prima apparizione avviene in Captain America (Vol. 1) n. 180 (dicembre 1974).
La Roxxon è una grande corporazione petrolifera ed energetica nota principalmente per la spietatezza con cui porta avanti i suoi affari, trascurando i danni all'ecosistema ed assumendo o collaborando di frequente con supercriminali.
Il nome della compagnia ricorda la Exxon, società statunitense costantemente criticata per i danni ambientali provocati.

## Storia
Fondata a inizio degli anni quaranta dal miliardario texano Hugh Jones, la Republic Oil Company, successivamente ribattezzata Roxxon, si fa rapidamente un nome a causa della mancanza di scrupoli morali con cui conclude gli affari e diviene il più grande conglomerato del mondo, arrivando perfino a tentare (senza successo) l'acquisizione delle Stark Industries rendendosi, per tal motivo, responsabile dell'omicidio di Howard e Maria Stark. Negli anni successivi, seppur al centro di numerose polemiche, la Roxxon ha sempre continuato ad espandersi ed arricchirsi, arrivando a varie diatribe e sabotaggi contro società rivali e perfino il Progetto Pegasus.

### Sussidiarie
La Roxxon ha almeno quattro società sussidiarie:
- La Brand Corporation[7], operante nel settore della robotica e nell'esplorazione interdimensionale, nel corso degli anni si è costantemente resa responsabile della creazione di numerosi superumani.
- La Cybertek Systems Inc., o solo Cybertek, è la divisione di cibernetica della Roxxon che, dietro la facciata della ricerca sulla tecnologia prostetica produce in realtà armi, in particolare è responsabile della creazione di Deathlok[8].
- La Kronas Corporation[9] è una società d'investimenti nata dalle ceneri dell'Unione Sovietica e finanziata dalla vendita di artefatti e formule superumane. Per breve tempo, grazie al potere del Cubo Cosmico, diviene proprietaria della Roxxon.
- La Metrobank è una delle più grandi banche di New York che, dietro tale l'attività, nasconde tuttavia la sede della squadra Roxxon denominata Nth Command[10].

## Membri

### Direzione
- Hugh Jones: presidente e fondatore della Roxxon[11] entrato in coma a causa di un artefatto chiamato "Corona del Serpente"[12].
- John T. Gamelin: successore di Jones[13] viene ucciso durante l'Affare Deltites[14].
- Calvin Halderman: successore di Gamelin, assume Spezzabandiera per un omicidio alle Nazioni Unite ma viene scoperto e arrestato[15].
- Don Kaminski: successore di Halderman dopo il suo arresto[15] non è noto il motivo della fine del suo incarico.
- Dario Agger (Minotauro): successore di Kaminski[2] e mostro mitologico interessato solo a impoverire la Terra[16].

### Amministratori
- Simon Krieger: vicepresidente di Hugh Jones, arrestato per appropriazione indebita viene fatto uccidere in prigione dai colleghi[6].
- Brian Sagar: vicepresidente di Don Kaminski e poi di Dario Agger, assieme a Henry Mason.
- Henry Mason: vicepresidente di Dario Agger[17].
- August D'Angelo: presidente del consiglio amministrativo[18].
- Jonas Hale: direttore del dipartimento di ricerca[19].
- Pierce Benedict: direttore delle operazioni nautiche[20].
- Douglas Bravner: direttore del progetto Sunturion[21].
- Samuel Higgins: direttore della divisione di Denver[22].
- Carrington Pax: direttore della divisione della Costa Ovest[23].
- Mike Tappan: direttore della divisione di Los Angeles[23].
- Mr. Clarkson: vicepresidente della divisione in Texas[24], viene ucciso da Crossbones[25].
- Ian Forbes: direttore della divisione di Belfast, arrestato per attività illegali[26].
- Curtis Henshaw: direttore della divisione in Bolivia, arrestato per esperimenti illegali[27].
- Linden Laswell: direttore della divisione a Latveria, uccisa dal Dottor Destino[28].
- Huck Petrie: negoziatore della Roxxon[29].
- Jonathan Darque (Magma): direttore della divisione di Temple Corners mutato in seguito a un incidente[30].
- Clayton Burr: supervisore della Cybertek, arrestato per esperimenti illegali[8].
- Brandon Chambers: amministratore della Roxxon arrestato per esperimenti illegali[31].
- Jerome K. "Jerry" Jaxon: direttore della divisione scientifica[32] muore in uno scontro con Guardian[18].
- Reuben Kincaid: direttore della divisione chimica, viene ucciso da Michael Brady che ne prende il posto.
- Michael Brady: direttore della divisione chimica, viene arrestato per l'omicidio del suo predecessore.
- Terence Gerard: direttore di un programma finto riabilitativo per supercriminali, viene scoperto e arrestato[27].
- Aleksander Lukin: proprietario della Kronas Corporation e, brevemente, della stessa Roxxon, viene ucciso da Sharon Carter[33].
- Mr. Simmons: direttore della divisione di Londra[34].

### Impiegati
- "Agger": assistente di Huck Petrie.
- Cary Albertson: scienziata.
- Babs Bendix: segretaria.
- Bill: pilota d'elicotteri.
- Blair: addetto alla sicurezza.
- Kenneth H. Bradley: addetto alla sicurezza della Brand Corporation.
- Carson: addetto alla sicurezza.
- Phillip Chambers: scienziato.
- Chester: impiegato in una raffineria.
- Compton: capo della sicurezza della sede di New York.
- Larry Curtiss: addetto alla sicurezza.
- Davis: scienziato assistente di Jonas Harrow.
- Delvecchio: addetto alla sicurezza della sede di New York.
- Abner Doolittle: scienziato del Nth Command.
- Jim Dworman: programmatore della Cybertek.
- Gail: segretaria di Carrington Pax.
- Gordon: addetto alla sicurezza della sede di New York.
- Grist: addetto alla sicurezza della sede di New York.
- Roberta "Bobbie" Haggert: scienziata.
- Seth Hanks: bambino-schiavo.
- Paul Hazlett: scienziato.
- Jake: addetto alla sicurezza della sede di Denver.
- Dan Jermain (Danger Man): ispettore di sicurezza.
- Joe: impiegato in una raffineria.
- Juan: assistente di Jonas Hale.

- Kelly: addetta alla sicurezza della sede di New York.
- Kristy: segretaria di Mr. Clarkson.
- Lewis: addetto alla sicurezza della sede di New York.
- Alexander Lipton: scienziato.
- Loring: scienziata.
- Mischa: biochimico.
- Missy: addetto alla sicurezza.
- Moyer: addetto alla sicurezza.
- Patrick Nestor: oratore.
- Duncan O'Neill: infiltrato dell'MI5.
- Riki: oratore.
- Jack Rollins: infiltrato dello S.H.I.E.L.D..
- Dr. Gerald Roth: scienziato.
- Schroeder: addetto alla sicurezza della sede di New York.
- Raymond Sikorski: addetto alla sicurezza al Roxxon Blackridge.
- Miss Simpkins: segretaria.
- Steve: addetto alla sicurezza della sede di Long Island.
- Michael Thomas: infiltrato delle Stark Industries.
- Ulik: scagnozzo di Dario Agger.
- Walter: assistente di John T. Gamelin.
- Alvie Walton: impiegato in una raffineria.
- Jillian Wood (Sepulchre): addetta alla sicurezza al Roxxon Blackridge.
- Wyngard: supervisore della sicurezza della sede di New York.
- Yuri: biochimico.

### Superumani
La Roxxon ha, nel corso della sua vita editoriale, assunto o collaborato, con vari individui dotati di superpoteri, sia supereroi che supercriminali (talvolta senza che questi ultimi ne fossero consapevoli):
- Thomas Agar
- Angar l'urlatore
- Assault e Battery
- Anton Aubuisson
- Jackson Arvad (Fuoco Fatuo)
- Buzz Baxter (Mad Dog)
- Coldblood-7
- Delphine Courtney
- Cypress
- Arthur Dearborn (Sunturion)
- Dogs of War
- Firebolt
- Fixer
- Spettro
- Grapplers
- Jonas Harrow
- Hellrazor
- Colin Ashworthe Hume (Windshear)
- Ivory
- Thomas Lightner (Nth Man)

- Simon Maddicks (Averla assassina)
- Manticore
- Modular Man
- Karl Morgenthau (Spezzabandiera)
- Mycroft
- Ogre, Razor Wire e Lightning Fist
- Omega Flight
- Orka
- Overrider
- Anton Rodriguez (Tarantula)
- Saboteur
- Neil Shelton (Grasshopper)
- Smokescream
- Spymaster
- Squadra dei serpenti
- Squadrone Supremo
- Douglas Taggert (Grasshopper)
- Sandy Vincent (Stratosfire)
- Jennifer Walters (She-Hulk)
- Clayton Cortez (Weapon H)

## Altre versioni

### Amalgam
La Roxxon esiste anche nell'universo Amalgam, ed è del tutto simile alla versione originale.

### 2099
Nel futuro ipotetico di Marvel 2099, la Roxxon è una delle corporazioni principali.

### Ultimate
Nell'universo Ultimate la Roxxon è un'agenzia potentissima e malvagia dedita alla creazione di supercriminali ed incurante dei danni ambientali, tuttavia il suo presidente, Donald Roxxon sembra esserne ignaro e fa di tutto per dirigerla al meglio delle sue capacità. Successivamente all'ingresso in pensione dell'onesto ed ingenuo industriale però, gli subentra il figlio, Philip R. Roxxon, individuo privo di scrupoli che si serve di ragazzini senzatetto come cavie umane.

## Altri media

### Cinema
- La Roxxon è menzionata in vari film del Marvel Cinematic Universe:
  - In Iron Man, durante la battaglia finale tra Stark e Stane, il logo della Roxxon è visibile su un edificio.
  - In Iron Man 2, una delle auto del Monaco Grand Prix è sponsorizzata dalla Roxxon.
  - Il Marvel One-Shot del 2011 Scena comica nel raggiungere il martello di Thor si svolge in una stazione di servizio della Roxxon.
  - In Iron Man 3, il Mandarino, durante uno dei suoi video, uccide un dirigente della Roxxon in diretta; inoltre la battaglia finale si svolge su una petroliera della Roxxon: la "Roxxon Norco".

### Televisione
- La Roxxon compare in un episodio della serie animata di Iron Man degli anni novanta.
- In un episodio di Iron Man: Armored Adventures viene citata la Roxxon.
- La Roxxon viene citata in un episodio di Avengers Assemble.
- Nel franchise delle serie televisive legate al Marvel Cinematic Universe, la Roxxon è presente in diversi ambiti:
  - In Agents of S.H.I.E.L.D. viene citata dapprima tramite una sua sussidiaria chiamata StatiCorp[39] e poi attraverso la Cybertek[40] che si scopre collegata al principale antagonista della prima stagione, John Garrett, il quale se ne serve per creare un esercito di supersoldati attraverso il Progetto Deathlok, di cui è stato il "Paziente 0"[41]. Nella serie inoltre sia la Brand Corporation che la Metrobank sono aziende controllate dalla Cybertek e dalla Roxxon[41].
  - In Agent Carter, compaiono sia la Roxxon Oil Company che il suo primo presidente, Hugh Jones (Ray Wise) come uno dei membri del Consiglio dei Nove.
  - In Marvel's Daredevil lo studio legale dove Matt Murdock e Foggy Nelson hanno svolto il loro tirocinio rappresentava la Roxxon Oil Corporation che nella seconda stagione si scopre essere in affari con la Mano.
  - In Cloak & Dagger la Roxxon sembra avere grande importanza nelle vite dei due protagonisti.
  - In Echo episodio 5 compare una stazione di servizio della Roxxon.

### Videogiochi
- Nel background del videogame del 2000 Spider-Man compare un edificio della Roxxon.
- In Spider-Man: Il regno delle ombre la sede della Roxxon è situata a lato della Stark Tower.
- La Roxxon è la principale antagonista del videogame Iron Man 2.
- In Spider-Man: Shattered Dimensions il logo della Roxxon Energy Corporation è presente in due differenti location di scontro.
- La Roxxon è menzionata in Marvel: Avengers Alliance.
- In Ultimate Spider-Man: Total Mayhem la Roxxon è un antagonista minore.
- Il logo della Roxxon compare diverse volte in LEGO Marvel Super Heroes.
- Il presidente della Roxxon, Simon Krieger, è uno dei due antagonisti principali del videogioco Spider-Man: Miles Morales